# Лицарі черешневого цвіту (роман)
«Лицарі черешневого цвіту» — пригодницький роман для підлітків румунського письменника Константіна Кіріце, написаний у 1956 році. Перший за часом створення роман пенталогії про черешняків та перший епізод внутрішньої хронології серії.

## Назва
У 1956 році роман вийшов під назвою «Черешняки», а коли з'явилися інші книги серії, то ця назва перейшла на всю серію, а сам роман було переіменовано в «Чорний терор». У 1972 році вперше вийшло п'ятитомне видання «Черешняків», тоді і перший роман після деяких правок отримав свою остаточну назву «Лицарі черешневого цвіту».

## Персонажі
Віктор, Урсу, Лучія, Йонел, Дан, Марія та Тік (черешняки), дід Тімофте (охоронець школи), доктор Істрате (батько Лучії), інженер Флореску (батько Марії та Тіка), Сергій і Трясогузка (учні школи, в якій навчаються черешняки), Ніколай Петрекеску (мисливець), бородань та інші

## Сюжет
Перша з пригод черешняків починається ще в школі на уроці геології. Цікава дискусія про спелеологію спонукає підлітків негайно перейти у цьому питанні від теорії до практики, і вони за ініціативою Віктора вшістьох вирушають у наукову експедицію до знаменитої Чорної печери. Важливою частиною їхнього спорядження є два радіопередавачі, власноруч зібрані Йонелом та Лучією, щоб, розділившись для безпеки на дві групи, можна було тримати зв'язок під час дослідження печери. Тіка, як наймолодшого, вони з собою не беруть, справедливо вважаючи, що подібна подорож загрожує небезпеками. Адже місце, куди вони прямують, є, по суті, кількома великими печерами, з'єднаними між собою. Під час експедиції з'ясовується, що печер у цьому лабіринті набагато більше, ніж здавалося спочатку, та до того ж розташовані вони на різних рівнях. Але впертий Тік дізнався про експедицію, і зі своїм вірним Цомбі потайки слідує за друзями, і пізніше все ж приєднується до них. Він зачарований напівказкою-напівлегендою, розказаною йому дідом Тімофте, і сподівається віднайти в підземному лабіринті якийсь загадковий артефакт.
Черешняки не підозрюють, що Чорна печера, крім природних небезпек, приховує в собі й деякі інші. Замість казкових артефактів школярі виявляють у підземних галереях елементи спорядження диверсантів. Тісніше «знайомство» з мешканцями печери не обходиться без погонь і навіть пострілів. Експедиція в Чорну печеру, що завершилася затриманням шпигунів, які влаштувалися там, стала однією з найнебезпечніших пригод лицарів з вулиці Черешень.

## Україномовні видання
1989 р., «Веселка», 367 с., пер. М. С. Чищевого, мал. Є. Є. Котляра, тверд. палітур., чорно-білі іл.

## Інші романи серії
| Дата публікації | Назва роману                  | Оригінальна назва         |
| --------------- | ----------------------------- | ------------------------- |
| 1956 рік        | «Лицарі черешневого цвіту»    | Cavalerii florii de cireș |
| 1958 рік        | «Замок дівчини в білому»      | Castelul fetei în alb     |
| 1965 рік        | «Колесо щастя»                | Roata norocului           |
| 1968 рік        | «Снігові крила»               | Aripi de zăpadă           |
| 1963 рік        | «Щасливої дороги, черешняки!» | Drum bun, Cireșari!       |